# 4673 Бортле
4673 Бортле (4673 Bortle) — астероїд головного поясу, відкритий Керолін Шумейкер 8 червня 1988 року.
Тіссеранів параметр щодо Юпітера — 3,383.